# Familia Mamiconio

Expansión de los dominios de la casa de los Mamiconio.

Los Mamiconio o Mamigonio (en armenio: Մամիկոնյան; en latín: Mamiconius) fueron una familia noble armenia que dominó la política  de Armenia entre los siglos IV y VIII. Mantuvieron el cargo hereditario de los sparapetes (comandante en jefe) de Armenia hasta finales del siglo VI y controlaron, entre otras regiones, Taron, Bagrauandena y Sasunia.

## Historia
Esta familia afirmaba ser originaria de China, pero los historiadores coinciden en que esta afirmación se debe a la confusión con la región de Chen en Iberia. El general de Tigranes II el Grande (r. 95-55), Manceo es considerado como uno de los miembros de la familia, aunque las fuentes armenias siguen a las familias solo después de 314. En ese momento, ya tenían el papel hereditario de los esparapetos.
La fortuna surge a principios del siglo V con el matrimonio entre los esparapetos Hamazasp I Mamiconio e Isaacanuxe, heredera del último patriarca gregórida, Isaac I el Grande, que aportó importantes territorios a la familia y el inmenso prestigio asociado a los descendientes de Gregorio el Iluminador. La abolición de la monarquía armenia en 428, y el martirio de Vardán II Mamiconio, colocó a la familia a la vanguardia de la política local. En 572, el príncipe Vardán III Mamiconio asesinó al marzbam persa Surena para vengar a su hermano Manuel II Mamiconio, pero luego tuvo que buscar refugio en el Imperio bizantino.
A principios del siglo VII, el Imperio sasánida fue conquistado por los árabes musulmanes y los armenios buscaron ayuda del imperio bizantino para poder hacerles frente. Los emperadores bizantinos nombraron príncipes de Armenia a los hermanos Hamazasp IV Mamiconio y Grigor I Mamiconio. Pero con la muerte de Grigor, el poder de los mamiconios comenzó a disminuir, ya definitivamente, especialmente en relación con sus grandes rivales, los bagrátidas, que comenzaron su ascensión social.
Los mamiconios reaparecieron en el siglo VIII, cuando los hermanos Davi y Grigor Mamiconio intentaron oponerse a Ashot III Bagratuni y fueron exiliados a Yemen. Los mamiconios encabezaron varias revueltas contra los ocupantes árabes hasta que estos decidieron exterminar a gran parte de la nobleza armenia en la batalla de Bagrauandena el 25 de abril de 775. Esta batalla marcó el fin del poder mamiconio con Asocio IV Bagratuni al apoderarse de los bienes de su tío, Samuel Mamiconio, dejando solo Bagrauandena al príncipe Sapor. El último príncipe, Grigor, fue capturado y asesinado por los árabes en 856.